# Jean-Baptiste-Michel Renou de Chauvigné
Pour les articles homonymes, voir Chauvigné (homonymie) et Jaillot.
Jean-Baptiste-Michel Renou de Chauvigné dit Jaillot (1710 ? - 5 avril 1780) est un ingénieur géographe et cartographe français, historien, imprimeur libraire à Paris.

## Biographie
Jean-Baptiste-Michel, fils de Jean-Baptiste-Urbain Renou, avocat au Parlement de Paris, est le petit-fils par sa mère d'Alexis Hubert Jaillot. Il fut secrétaire de l'ambassade de France à Gênes. Il prend le nom de « Jaillot » après avoir épousé sa cousine Françoise Jaillot en février 1755. Il reprend le fonds Jaillot que son épouse tenait depuis 1749 en compagnie de ses trois sœurs, ainsi que le titre de géographe ordinaire du Roi provenant de son beau-père Bernard-Jean-Hyacinthe Jaillot.
Jaillot a été membre de l'Académie des sciences, belles-lettres et arts d'Angers. Il est décédé sans enfant à Paris le 5 avril 1780. Sa sœur, Charlotte-Ursule Renou de Varennes, seule héritière, fait vendre le fonds (cartes et planches) aux enchères en mars 1781 ; une partie est rachetée par Jean-Claude Dezauche, éditeur et marchand de cartes géographiques.
Jaillot est, selon Jean-Pierre Babelon, « l'un des esprits les plus perspicaces et les plus exigeants de l'historiographie de l'Ancien Régime ». Il est particulièrement connu pour son ouvrage Recherches critiques, historiques et topographiques sur la ville de Paris, publié à compte d'auteur en cinq volumes à partir de 1772.
Une voie du 5e arrondissement de Paris, le passage Jaillot, est nommée en sa mémoire.

## Travaux/Publications

### Plans et cartes

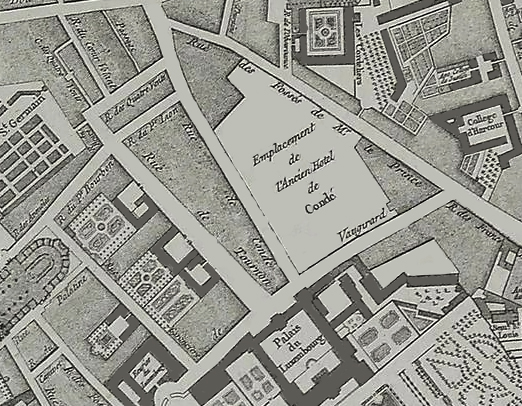
Extrait du plan de Paris de Jaillot de 1775.

- Plan de Prague et de ses environs, 59 x 54 cm, 1757. (Voir sur Gallica.)
- Nouveau Plan de la ville de Paris et de ses faubourgs, 91 x 62 cm, 1770.
- Nouveau Plan de la ville et fauxbourgs de Paris, 46 x 39 cm, 1777. (Voir sur Gallica.)
- L'empire d'Allemagne divisé en ses principaux Estats, où sont exactement remarquées toutes les routes des postes... jusque dans la Pologne et dans la Hongrie, chez Desnos, 1782. (Voir sur Gallica.)

### Publications
- Recherches critiques, historiques et topographiques sur la ville de Paris, depuis ses commencemens [sic] connus jusqu'à présent, par le Sieur Jaillot, chez l'auteur quai et à côté des Grands-Augustins, 20 parties en 5 volumes, 1775 ;
en ligne sur le site de la bibliothèque numérique de l'Institut national d'histoire de l'art (INHA) :
  - Tome premier, quartiers I. La Cité, II. S. Jacques de la Boucherie, III. Sainte-Opportune, IV. Le Louvre, V. Le Palais Royal (en ligne) ;
  - Tome second, quartiers VI. Mont Martre, VII. S. Eustache, VIII. Les Halles; IX. S. Denys, X. S. Martin (en ligne) ;
  - Tome troisième, quartiers XIII. Sainte-Avoie, XIV. Le Temple, XV. S. Antoine (en ligne) ;
  - Tome quatrième, quartiers VI. La Place Maubert, XVII S. Benoît (en ligne) ;
  - Tome cinquième] quartiers XVIII. S. André, XIX. Le Luxembourg, X. S. Germain des Prés (en ligne).